# アルサブ
アルサブ（Alsab, 1939年4月28日 - 1963年3月26日）は、アメリカ合衆国で生産・調教された競走馬、種牡馬。プリークネスステークスなどの競走に優勝し、マッチレースでアメリカクラシック三冠馬ワーラウェイを破るなど活躍した。コリンから3代先の子孫にあたり、同馬も種牡馬としてヒムヤー系の存続に貢献した。1976年にアメリカ競馬殿堂入りを果たしている。

## 経歴
- 特記がない限り、競走はすべてダートコース。また、当時はグレード制未導入。

### 出生
父グッドグッズはステークス競走で4勝するも、大競走ではベルモントステークス3着が関の山であった一流半の種牡馬で、アルサブはその初年度産駒であった。母ウィンズチャントは8戦して未勝利と大した戦績を残さなかった馬で、ブルックデール牧場を営む生産者トーマス・ピアットが90ドルで購入していた。父母ともにピアットのもとに繋養されており、アルサブは1939年にその牧場で生まれたサラブレッドの牡馬であった。
アルサブは1歳のときにサラトガのイヤリングセールに上場された。これに調教師のオーガスト・"サージ"・シェンクが注目し、シカゴ在住の弁護士アルバート・サバスに購入させた。父母の低評価もあってか、アルサブはそのセールの平均取引額1763ドルを大きく下回る700ドルという破格の安値で購入されている。アルバートは自身の姓名それぞれの頭音節（Albert Sabath）を取って、この馬にアルサブと名付けた。

### 2歳時（1941年）
アルサブはシェンクの調教のもとで競走馬となり、1941年2月25日のハイアリアパーク競馬場3ハロンでデビューして14着、3戦目で初勝利を挙げた。その後10戦目のジュリエットステークス（リンカーンフィールド・5ハロン）で5馬身差をつけてステークス競走初勝利を手にすると、続くプライマーステークス（アーリントンパーク・5.5ハロン）では7馬身差の勝利を挙げた。次走サフォークダウンズ競馬場でのマイルズスタンディッシュステークス（5ハロン）ではトラックレコード決着の末に半馬身差で2着に敗れたが、同年アルサブはそれ以降負けなしの連勝劇を繰り広げていった。
2週間後のメイフラワーステークス（サフォークダウンズ・5.5ハロン）では前走破れたエターナルブルを3着に破ってトラックレコードタイ記録で優勝、以降11月12日のウォルデンステークス（ピムリコ・8.5ハロン）まで10連勝を挙げた。このうちハイドパークステークス（アーリントン・6ハロン）では5馬身差の圧勝を見せたり、またワシントンパークジュヴェナイル（ワシントンパーク・5.5ハロン）ではトラックレコードで優勝、さらに高額賞金競走のワシントンパークフューチュリティ（ワシントンパーク・6ハロン・総賞金42,000ドル）にも優勝した。9月13日のハバディグレイス競馬場で行われたイースタンショアハンデキャップ（6ハロン）では126ポンドを積まれながら、117ポンドのコルチスという馬を最後の直線でぎりぎり捕まえて同着に持ち込んでいる。
一方で、かつて2歳戦で最大の競走であったフューチュリティステークスはすでに空洞化の傾向を見せており、アルサブも同競走に登録していなかった。そこで2歳最強馬を決めるためのマッチレースが企画され、そこに選ばれたのがアルサブと、ユースフルステークスやトレモントステークスなどを制してきたリクエステッドであった。2頭の対決の場はベルモントパーク競馬場が選ばれ、フューチュリティと同様の6.5ハロン、同じく斤量122ポンド、賞金10,000ドルの条件で、フューチュリティの4日前の9月23日に行われた。22,381人の観衆が集まるなか、レースが始まると先行したのはリクエステッドであったが、残り1ハロンのところでアルサブがリクエステッドを追い抜き、3馬身半差をつけてゴールに飛び込んだ。この時の勝ちタイム1分16秒00はトラックレコードで、4歳馬がより軽い斤量で記録していたものを更新していた。またこの記録は21年間破られることがなかった。続くシャンペンステークス（ベルモントパーク・8ハロン）では再びリクエステッドを7馬身差で破っている。
2歳ながら22戦15勝の活躍により、後年の選考でアメリカ最優秀2歳牡馬に選出されている。また、同年のフリーハンデキャップにおいては、同世代を大きく突き放す130ポンドが与えられている。

### 3歳三冠路線（1942年）
3歳になったアルサブはクラシック三冠路線に向けて年初から始動するが、年明け初戦を6着に落とすなど、出だしは好調ではなかった。年明け3戦目のフラミンゴステークス（ハイアリアパーク・9ハロン）ではリクエステッドと再戦し、3着に敗れている。その後もチェサピークステークス（ハバディグレイス・8.5ハロン）2着、ダービートライアルステークス（チャーチルダウンズ・8ハロン）3着と惜敗ばかりで、結局ケンタッキーダービー（チャーチルダウンズ・10ハロン）までに7戦を費やしたが、まだ勝利を挙げることができずにいた。戦時下のチャーチルダウンズ競馬場で開催されたケンタッキーダービーには15頭の競走馬が集まり、アルサブはその実績から単勝5.1倍の2番人気支持された。しかしレース中は大きく外を回らされたこともあり、最後の直線で1番人気のシャットアウトを捉えきれず、2馬身1/4差の2着に敗れてしまった。
翌週、アルサブはピムリコ競馬場で開催されたプリークネスステークス（ピムリコ・9.5ハロン）に出走、前走2着ながらも10頭立ての1番人気に支持された。スタートすると後方待機策をとり、後ろから2頭目につけて道中を進んだ。最後の直線に向き合うまでその位置を保っていたが、鞍上のバジル・ジェームズの鞭が入ると弾けるように加速し、見る見るうちに前を行く馬を追い抜いていった。シャットアウトやデヴィルダイヴァーらを着外に突き放し、リクエステッドとサンアゲインの2頭を2着（同着）に抑えて1馬身差で優勝、クラシックホースの称号を獲得した。アルサブはこの勝利に際して、現地の競馬ファンから「もう一頭のシービスケットだ」と称えられたとされる。
ウィザーズステークス（ベルモントパーク・8ハロン）を挟んで出走したベルモントステークス（ベルモントパーク・12ハロン）では再びシャットアウトとの対戦となった。しかし、ここでは前を行くシャットアウトを捉えきれず、またしても2馬身差の2着に破れた。この競走中に怪我を負ったため、アルサブとしては珍しい2ヶ月ほどの休養期間が充てられた。

### 3歳後半（1942年）
休養からの復帰後は再び過密なスケジュールを組んで多数の競走に出走、特にアメリカンダービー（ワシントンパーク・10ハロン）などで勝ち星を挙げており、ローレンスリアライゼーションステークス（ベルモントパーク・13ハロン）では強豪牝馬ヴェイグランシー相手に3馬身半差で勝利している。
そのうちの1戦に、9月19日のナラガンセットパーク競馬場良馬場9.5ハロンで行われた、前年のアメリカ三冠馬であるワーラウェイとのマッチレースがある。当日126ポンドとジョージ・ウルフ騎手を積んだワーラウェイが人気で先行（単勝オッズ1.3倍）し、119ポンドとキャロル・ビールマン騎手を積んだアルサブは単勝2.6倍であった。レースが始まると先行したのはアルサブで、ワーラウェイはアルサブを風よけにして道中を進めていった。そして最後の直線でウルフはワーラウェイを外に持ち出して追い抜きにかかるが、アルサブはこれをハナ差で逃げ切って勝利、三冠馬を破る快挙を成し遂げた。
翌月のジョッキークラブゴールドカップ（ベルモントパーク・16ハロン）でもアルサブとワーラウェイは対戦しており、ここではワーラウェイが優勝、アルサブは3/4馬身差の2着に敗れている。ここでの敗戦で距離不安が注目されたが、続くニューヨークハンデキャプ（ベルモントパーク・18ハロン）では121ポンドを積んで出走、130ポンドを積まれたワーラウェイを3着に破って勝利した。その後2頭は別路線に向かい、アルサブはギャラントフォックスハンデキャップ（ジャマイカ・13ハロン）でシャットアウトと再戦するが、24ポンド軽いダークディスカヴァリーという馬を1馬身差捕らえきれずに2着になった。その後ウェストチェスターハンデキャップで（9.5ハロン）3着、ヴィクトリーハンデキャップ（ベルモントパーク・10ハロン）で勝利してこの年を終えた。この戦績が評価され、後年にアメリカ最優秀3歳牡馬に選出されている。

### その後（1943-1944年）
しかし、4歳シーズンに入る直前から故障してしまい、その影響によりアルサブの競走能力は大きく失われた。8月までを休養に充ててからの復帰を果たしたが、以降のアルサブの勝鞍は一般戦の1勝があるのみであった。5歳時も競走を続ける試みがなされたが、1944年5月の一般戦で4着になったのを最後に引退した。

## 種牡馬入り後
当初はサバスの持つケンタッキー州の牧場に繋養されていたが、サバスの死後にフロリダ州のボニーヒース牧場に売却され、ここで種牡馬として活動した。アメリカジョッキークラブの調べによれば、アルサブの産駒262頭のうち199頭が勝ち上がっており、また17頭がステークス競走勝ち馬となっている。
あまり成功したとは言えないが、その中からメイトロンステークスなどに勝って最優秀2歳牝馬に選ばれたマートルチャーム、シャンペンステークスなどに勝って4歳まで活躍したアルマゲドン、メキシコダービーに優勝したドンリベルデなどの活躍馬も出ている。特にアルマゲドンは種牡馬入り後にバトルジョインドを出し、後にアックアックにまで繋がるドミノ系のか細いサイヤーラインを遺すことに成功した。日本においてはレッツゴーターキンやカレンチャンの牝系祖先であるミスヤマト（繁殖名ブラックターキン）が出ている。
1963年3月26日、アルサブは深刻な体調不良に陥ったため、安楽死の処置が取られた。後の1976年、アメリカ競馬名誉の殿堂博物館はアルサブの競走成績を評価して、同馬の殿堂入りを発表した。

## 評価

### 主な勝鞍
1941年（2歳）　22戦15勝
ワシントンパークフューチュリティ、メイフラワーステークス、シャンペンステークス、マッチレース（対リクエステッド）、ジョリエットステークス、プリマーステークス、ハイドパークステークス、プレーリーステートステークス、ジュヴェナイルステークス、イースタンショアハンデキャップ、ロウジェンキンスステークス、ウォルデンステークス
2着 - マイルズスタンディッシュステークス
1942年（3歳）　23戦9勝
プリークネスステークス、アメリカンダービー、ローレンスリアライゼーションステークス、ニューヨークハンデキャップ、ウィザーズステークス、マッチレース（対ワーラウェイ）
2着 - ケンタッキーダービー、ベルモントステークス、ジョッキークラブゴールドカップ、チェサピークステークス、チェサピークトライアルステークス、ワシントンパークハンデキャップ、ギャラントフォックスハンデキャップ
1943年（4歳）　5戦1勝
2着 - ブライアンアンドオハラハンデキャップ
1944年（5歳）　1戦0勝

### 年度代表馬
- 1941年 - アメリカ最優秀2歳牡馬
- 1942年 - アメリカ最優秀3歳牡馬

### 表彰
- 1976年 - アメリカ競馬名誉の殿堂博物館に殿堂馬として選定される。
- 1999年 - ブラッド・ホース誌の選ぶ20世紀のアメリカ名馬100選において、第65位に選出される。

- 評価の出典：[3]

## 血統表
| アルサブの血統                      | アルサブの血統                                                                           | アルサブの血統                                                                           | （血統表の出典）                                                                         | （血統表の出典） |
| 父系                                | ヒムヤー系                                                                               | ヒムヤー系                                                                               | ヒムヤー系                                                                               | [ § 2 ]          |
| 父 Good Goods アメリカ 1931 鹿毛    | 父の父Neddie アメリカ 1926 青毛                                                          | Colin                                                                                    | Commando                                                                                 | Commando         |
| 父 Good Goods アメリカ 1931 鹿毛    | 父の父Neddie アメリカ 1926 青毛                                                          | Colin                                                                                    | Pastorella                                                                               |                  |
| 父 Good Goods アメリカ 1931 鹿毛    | 父の父Neddie アメリカ 1926 青毛                                                          | Black Flag                                                                               | Light Brigade                                                                            | Light Brigade    |
| 父 Good Goods アメリカ 1931 鹿毛    | 父の父Neddie アメリカ 1926 青毛                                                          | Black Flag                                                                               | Misplay                                                                                  |                  |
| 父 Good Goods アメリカ 1931 鹿毛    | 父の母Brocatelle イギリス 1915 鹿毛                                                      | Radium                                                                                   | Bend Or                                                                                  | Bend Or          |
| 父 Good Goods アメリカ 1931 鹿毛    | 父の母Brocatelle イギリス 1915 鹿毛                                                      | Radium                                                                                   | Taia                                                                                     |                  |
| 父 Good Goods アメリカ 1931 鹿毛    | 父の母Brocatelle イギリス 1915 鹿毛                                                      | Pietra                                                                                   | Pietermaritzburg                                                                         | Pietermaritzburg |
| 父 Good Goods アメリカ 1931 鹿毛    | 父の母Brocatelle イギリス 1915 鹿毛                                                      | Pietra                                                                                   | Briar-root                                                                               |                  |
| 母 Winds Chant アメリカ 1931 青鹿毛 | 母の父Wildair アメリカ 1917 鹿毛                                                         | Broomstick                                                                               | Ben Brush                                                                                | Ben Brush        |
| 母 Winds Chant アメリカ 1931 青鹿毛 | 母の父Wildair アメリカ 1917 鹿毛                                                         | Broomstick                                                                               | Elf                                                                                      |                  |
| 母 Winds Chant アメリカ 1931 青鹿毛 | 母の父Wildair アメリカ 1917 鹿毛                                                         | Verdure                                                                                  | Peter Pan                                                                                | Peter Pan        |
| 母 Winds Chant アメリカ 1931 青鹿毛 | 母の父Wildair アメリカ 1917 鹿毛                                                         | Verdure                                                                                  | Pastorella                                                                               |                  |
| 母 Winds Chant アメリカ 1931 青鹿毛 | 母の母Eulogy アメリカ 1913 鹿毛                                                          | Fair Play                                                                                | Hastings                                                                                 | Hastings         |
| 母 Winds Chant アメリカ 1931 青鹿毛 | 母の母Eulogy アメリカ 1913 鹿毛                                                          | Fair Play                                                                                | Fairy Gold                                                                               |                  |
| 母 Winds Chant アメリカ 1931 青鹿毛 | 母の母Eulogy アメリカ 1913 鹿毛                                                          | St. Eudora                                                                               | St. Simon                                                                                | St. Simon        |
| 母 Winds Chant アメリカ 1931 青鹿毛 | 母の母Eulogy アメリカ 1913 鹿毛                                                          | St. Eudora                                                                               | Dorothea                                                                                 |                  |
| 母系(F-No.)                         | (FN:27-a)                                                                                | (FN:27-a)                                                                                | (FN:27-a)                                                                                | [ § 3 ]          |
| 5代内の近親交配                     | Fair Play 3x5, Pastorella 4x4, Commando 4x5, Bend Or 4x5, St. Simon 4x5, Springfield 5x5 | Fair Play 3x5, Pastorella 4x4, Commando 4x5, Bend Or 4x5, St. Simon 4x5, Springfield 5x5 | Fair Play 3x5, Pastorella 4x4, Commando 4x5, Bend Or 4x5, St. Simon 4x5, Springfield 5x5 | [ § 4 ]          |
| 出典                                | 1. 2. 3. 4.                                                                              | 1. 2. 3. 4.                                                                              | 1. 2. 3. 4.                                                                              | 1. 2. 3. 4.      |